# Assedio di Multan (1818)
L'assedio di Multan, episodio delle guerre afghano-sikh, iniziò nel marzo 1818 e durò fino al 2 giugno 1818 e vide l'impero Sikh sottrarre la città di Multan all'impero Durrani.

## Contesto

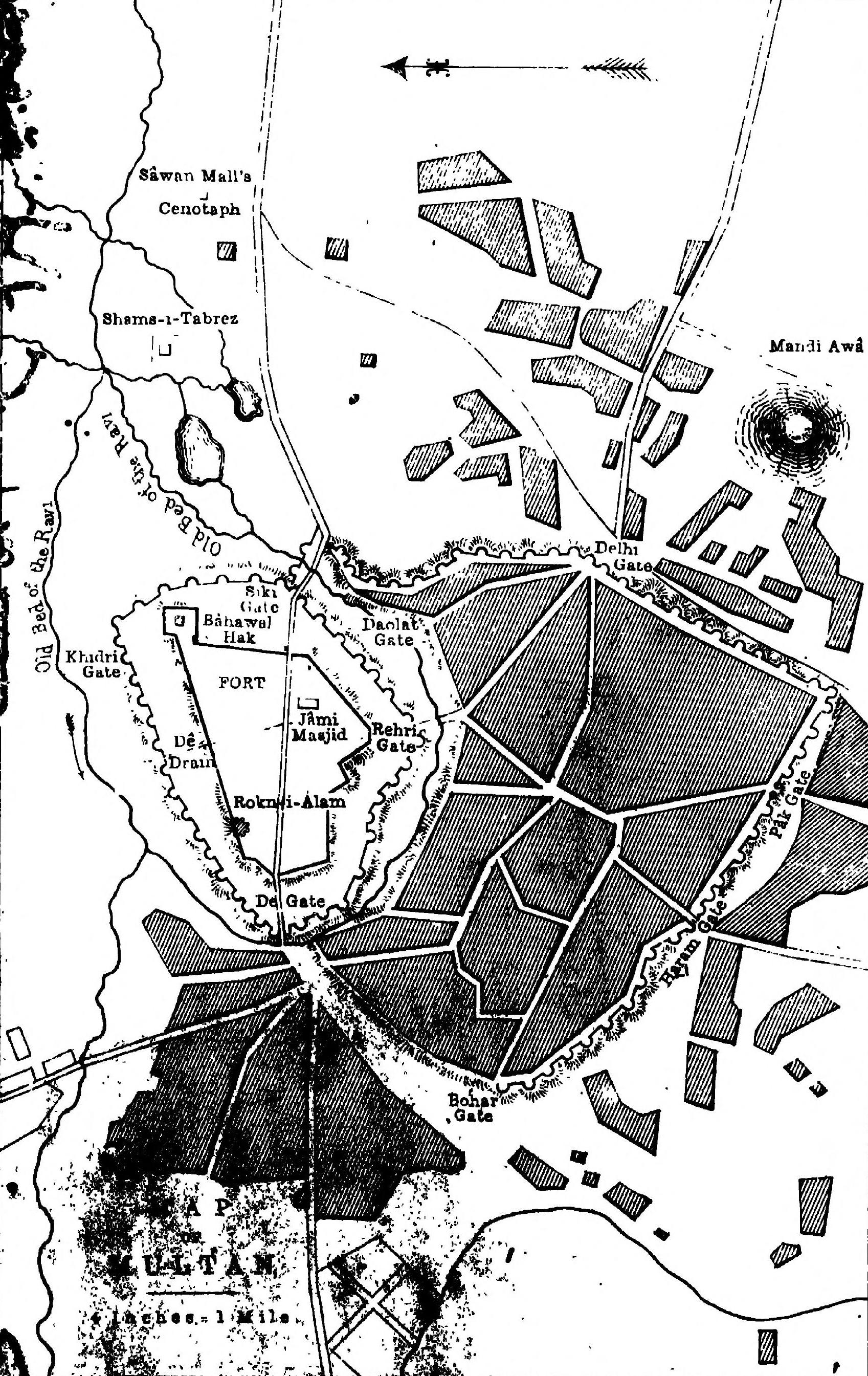
Mappa di Multan del 1873, che evidenzia l'imponenza del forte di Multan

Dopo essere stato sconfitto nella battaglia di Attock, Fateh Khan, wazir dell'impero Durrani, e suo fratello Dost Mohammed Khan furono impegnati nel respingere il tentativo di Ali Shah, sovrano della Persia, di conquistare la provincia di Herat. Una volta preso il controllo di Herat, Fateh Khan tentò di rimuoverne il sovrano, Kamran Shah, figlio dello shah dell'impero Durrani, Mahmud Shah. Nel tentativo di prendere possesso della città, gli uomini di Dost Mohammed Khan derubarono una principessa dei suoi gioielli. Kamran Shah usò questo pretesto per rimuovere Fateh Khan, farlo orribilmente torturare e poi giustiziare.
Mentre era al potere, tuttavia, Fateh Khan aveva insediato ventuno dei suoi fratelli in posizioni di potere in tutto l'impero Durrani. Dopo la sua morte, il fratello maggiore Mohammed Azim Khan, governatore del Kashmir, assunse la guida del clan Barakzai, che si ribellò e si spartì le province dell'impero. Durante questo periodo turbolento, Kabul ebbe molti governanti temporanei, finché Dost Mohammed Khan non prese la città nel 1826.
L'impero Sikh aveva attaccato Multan più volte in passato. Nonostante le forze Sikh fossero più volte riuscite a sconfiggere i difensori e a conquistare la città, il governatore di Multan, Nawab Muzaffar Khan Sadozai, era sempre riuscito a ritirarsi nel forte di Multan. Se durante i precedenti assedi i sikh si erano dovuti accontentare di ottenere il pagamento di singoli tributi, l'attacco del 1810 costrinse Multan a pagar loro un tributo annuale.

## L'assedio
All'inizio del 1818 Ranjit Singh, primo maharaja dell'impero Sikh, ordinò a Misr Diwan Chand di recarsi ad un incontro sulla frontiera sud-occidentale dell'impero per organizzare una spedizione contro Multan. Nel gennaio 1818, l'impero Sikh aveva stabilito una vasta rete di collegamenti dalla capitale, Lahore, a Multan, utilizzando barche per trasportare i rifornimenti lungo i fiumi Jhelum, Chenab e Ravi. Alla maharani Datar Kaur fu affidata la responsabilità del rifornimento di cibo e munizioni. La maharani supervisionava anche il costante rifornimento di grano, cavalli e munizioni che veniva inviato a Kot Kamalia, una città a metà strada tra Multan e Lahore.
All'inizio di gennaio Misr Diwan Chand iniziò le operazioni con la conquista dei forti di Muzaffargarh e di Khangarh, tenuti da Nawab Muzaffar Khan. A febbraio le forze sikh, sotto il comando effettivo di Misr Diwan Chand e nominale di Kharak Singh, raggiunsero Multan e ordinarono a Nawab Muzaffar Khan di pagare l'ingente tributo che doveva loro e di consegnare il forte, ma egli si rifiutò. I sikh vinsero uno scontro vicino alla città, ma non riuscirono a catturare Nawab Muzaffar Khan prima che questi si ritirasse nel forte con una forza di 3000 uomini. L'esercito sikh chiese più artiglieria e Ranjit Singh inviò loro la Zamzama (un grande cannone) e altri pezzi d'artiglieria pesante, che iniziarono colpire le mura del forte. Il 2 giugno 1818 Nawab Muzaffar Khan fece una sortita, ma durante lo scontro che ne seguì perse la vita, insieme a cinque dei suoi figli. La conquista di Multan pose fine all'influenza afghana nella regione.

## Conseguenze
I sardar che avevano partecipato a questa campagna ricevettero inam (doni a ricompensa di un servizio straordinario al sovrano) e jagir (feudi). Misr Diwan Chand, il principale conquistatore di Multan, fu insignito del titolo di zafar jang bahadur ("il vittorioso in battaglia") e ricevette un jagir del valore di 25000 rupie e un khillat (dono in denaro) del valore di un lakh.